# Jorge Ortín
Jorge Martín Ortín Orozco (Ciudad de México, 24 de diciembre de 1962) es un actor y director  mexicano. 

## Biografía
Proviene de una familia de actores. Hijo de Leopoldo "Polo" Ortín (1928-2016) y la actriz de teatro Olga Rinzo (1932-2021). Nieto de Aurora Campuzano '“La Rorra” y  Leopoldo "El Chato" Ortín, ambos actores de la Época de Oro del Cine Mexicano. Su abuelo fue fundador y creador del nombre que lleva la Asociación Nacional de Actores.[cita requerida] Sobrino del segundo secretario general que ha tenido la ANDA, el también actor ya fallecido Ángel Sala.
Se preparó tomando talleres de arte escénico con Sergio Jiménez y la actriz Adriana Barraza en el CEA. Obtuvo el grado de Técnico Mecánico Aeronáutico con estudios de ingeniería de sistemas con especialidad en helicópteros en Pemex.[cita requerida]
Conoció a su esposa Mirna Gómez mientras trabajaban juntos en la obra de teatro “Viajes Sin Escalas” cuando ella era aún menor de edad. Después de 25 años se volvieron a encontrar y finalmente contrajeron nupcias en el 2012. En su adolescencia y madurez destacó en los deportes como: Fútbol Americano jugando la posición de full back en la Universidad Metropolitana con el equipo Cuernos Largos; en Waterpolo como delantero con el equipo Franco Español y Selección Olímpica y en básquetbol en la Selección de la Alberca Olímpica. También practicó la equitación.[cita requerida]
Actor desde la edad de los 13 años, con una trayectoria en teatro, cine y televisión, ha participado en más de 40 obras de teatro, más de 400 películas nacionales e internacionales y más de 35 telenovelas. También en su haber cuenta con 4 años en el mundo del doblaje y 12 años consecutivos trabajó en Centro Nocturno al lado de su padre y madre en “El Show de Polo Ortín”. Ha dirigido más de 45 películas del cine mexicano y videohomes para los Estados Unidos.

## Televisión
- No negociable (2024) como Jefe FGR
- La rosa de Guadalupe (2024)"La Hija de la Calle"  como Evaristo
- Como dice el dicho (2024) "Nadie ofrece tanto como el que no va a cumplir" como Victor
- ¿Es neta, Eva? (2024) como  Ricardo Ricón
- Gloria Trevi: ellas soy yo (2023) como Rafael esposo mamá
- Amor dividido (2022) como  Sinesio Ramos
- Survivor México (2021) Participante y Finalista
- Mi querida herencia (2021)
- Te acuerdas de mí (2021)
- Imperio de mentiras (2020)
- Médicos, línea de vida (2020) como Dr. Salazar
- Se rentan cuartos (2019) como Chofer
- Por amar sin ley (2018) como Ministerio Público
- El vuelo de la victoria (2017) como Lic. Carlos Yepes
- Enamorándome de Ramón (2017) como Luis "Lucho"
- La candidata (2016-2017) como Aldo Dosamantes
- Un camino hacia el destino (2016) como Licenciado
- Corazón que miente (2016) como Noé Valdivia Pérez
- Antes muerta que Lichita (2015-2016) como Lic. Gómez
- Hasta el fin del mundo (2014-2015) como Cuco"'
- La gata (2014) como Licenciado Osorio
- Qué pobres tan ricos (2013-2014)
- Por siempre mi amor (2013-2014)
- De que te quiero, te quiero (2013-2014)
- Corazón indomable (2013) como Teniente Vargas
- La mujer del vendaval (2012-2013) como Eulogio Ladrón
- Amorcito corazón (2011-2012) como Comandante Gabino Idrogo
- Como dice el dicho (2011) como Franco
- Ni contigo ni sin ti (2011) como Raúl "Chuy" Turrubiates
- Zacatillo, un lugar en tu corazón (2010) como Don Porfirio Acosta
- Verano de amor (2009) como Adriano Bonfiglio
- Juro que te amo (2008-2009) como Darío Moreno
- Mujeres Asesinas (2008) como Cliente, capítulo Emilia cocinera
- Querida enemiga (2008) como Raymundo "Ray" Gaitán
- Vecinos (2006-2008/2020) como Policía / Memo Cabeza de Toro
- La rosa de Guadalupe (2008) como Padre Manuel / Francisco / Gerardo
- XHDRBZ (2007) como el Cliente de el Spa
- ¿Y ahora qué hago? (2007) como Teniente
- Yo amo a Juan Querendón (2007) como Julio Villalpando
- Mujer, casos de la vida real (2003-2006)
- Pablo y Andrea (2005) como Cirilo Frutos
- Piel de otoño (2005) como Rafael
- Amy, la niña de la mochila azul (2004) como Manuel Salazar
- María Belén (2001) como Felipe, Pepe

## Cine
- El Quebrantahuesos (2016)
- Ruquito Duro de Morir (2015)
- Jalando la línea (2013)
- Mi barrio cholo (2002)
- El Rey de la Goma (2002)
- La Texana maldita (2000)
- Semilla de odio (2000) como Gonzalo
- ¡Que vivan los muertos! (1998)
- Me asusta pero me gusta (1998)
- La Jaula del Pájaro (1997)
- Crímenes del pasado (1997) como El Gato
- Los encantos de mi compadre (1997)
- Búfalo (1996)
- ¡Ay! Rateros no se rajen (1996) como Pupi
- Mecánica Mexicana (1995)
- Reportero de Modelos (1995)
- Una luz de la escalera (1994) como el Guardia de seguridad de la galería
- Dos hermanos buena onda (1994)
- El vengador de Sinaloa (1994) como Juan Rosa
- El Ráfaga (1993)
- Bulldog (1993)
- Tragedia en Waco, Texas (1993) como David Coleman
- Una nortena bravia (1993) como el Agente Islas
- El fisgón del hotel (1993)
- La fichera más rápida del oeste (1992)
- Borrachas de pulquería (1992)
- La furia de un vengador (1992)
- Delicuentes de lujo es "El Greñas"
- Fin de semana en Garibaldi (1991)
- Serpiente (1991)
- Operación Narcóticos (1991) como Catalino Ruvulcaba
- Contragolpe (1991)
- Investigador privado... muy privado (1990)
- La Mujer del Tahúr (1990)
- La Tercia de la muerte (1990)
- Brutalidad judicial (1990)
- Mafiosos corporativos  (1990)
- Inesperada venganza (1990)
- Un macho en el reformatorio de las señoritas (1990)
- Rumbera, caliente (1989)
- Casta de braceros (1989)
- Brillo mortal (1989)
- Fiesta de sangre (1989)
- Si mi cama me hablara (1989)
- Un macho en la tortería (1989)
- Cazador de recompensas (1989) como el Forastero
- Los mayates atacan (1987)
- Relámpago (1987) como Jorge
- Toda la vida (1986) como Guarura
- 5 pollas en peligro (1986)
- Los mecánicos ardientes (1985)
- Un muchacho y sus puchachas (1982)
- Un muchacho en la casa de citas (1981)

## Obras de teatro
- Suertudotas (2019)
- Atracción Fatal (2019)
- El Super Noticiaro (2016)
- El Hombre de Rojo
- Un Par de Pénjamo
- Una Madre a toda M
- No me Toquen Eso
- Papito Querido
- Mi Amiga la Gorda
- Viaje sin Escalas (1987)